# Савинское (Борисоглебский район)
Савинское — село в Борисоглебском районе Ярославской области России. Входит в состав Высоковского сельского поселения.

## География
Расположено близ берега реки Ильма в 7 км на юг от центра поселения села Высоково и в 30 км на юго-запад от райцентра посёлка Борисоглебский. 

## История
Церковь села Савинского воздвигнута в 1803 году на средства Петра Малова, с двумя престолами: Св. Живоначальной Троицы и св. Архистратига Михаила. .
В конце XIX — начале XX село входило в состав Высоковской волости Угличского уезда Ярославской губернии.
С 1929 года село входило в состав Тюфеевского сельсовета Борисоглебского района, с 1954 года — в составе Щуровского сельсовета, в 1980-х годах в составе Высоковского сельсовета, с 2005 года — в составе Высоковского сельского поселения.

## Население
| 1859 | 1914 | 2007 | 2010 |
| ---- | ---- | ---- | ---- |
| 141  | ↗151 | ↘12  | ↘7   |

## Достопримечательности
В селе расположена недействующая Церковь Троицы Живоначальной (1803).